# Falkenstein (groupe)
Pour les articles homonymes, voir Falkenstein.
Falkenstein est un groupe allemand de musique industrielle, avec des influences portées sur le martial industrial, le néofolk, et le néo-classique.

## Histoire
Formé en 2007 par Tobias Franke, celui-ci est resté le seul membre du groupe si bien qu'il gère l'ensemble des instruments lors des enregistrements. Les thèmes régulièrement abordés tournent autour du paganisme germanique en particulier teuton, de la sacralité de la nature comme avec l'Irminsul, ou en reprenant des poèmes par exemple de Ludwig Uhland et Martin Greif. Falkenstein a également réalisé une collaboration avec Sol Invictus, au bénéfice de l'association Sea Shepherd.